# Bogø Sogn
Bogø Sogn ist eine Kirchspielsgemeinde (dän.: Sogn) im südlichen Dänemark, die aus den Inseln Bogø und Farø im Storstrømmen besteht.
Bis 1970 gehörte sie zur Harde Mønbo Herred im damaligen Præstø Amt, danach zur Møn Kommune im Storstrøms Amt, die im Zuge der  Kommunalreform zum 1. Januar 2007 in der Vordingborg Kommune in der Region Sjælland aufgegangen ist.

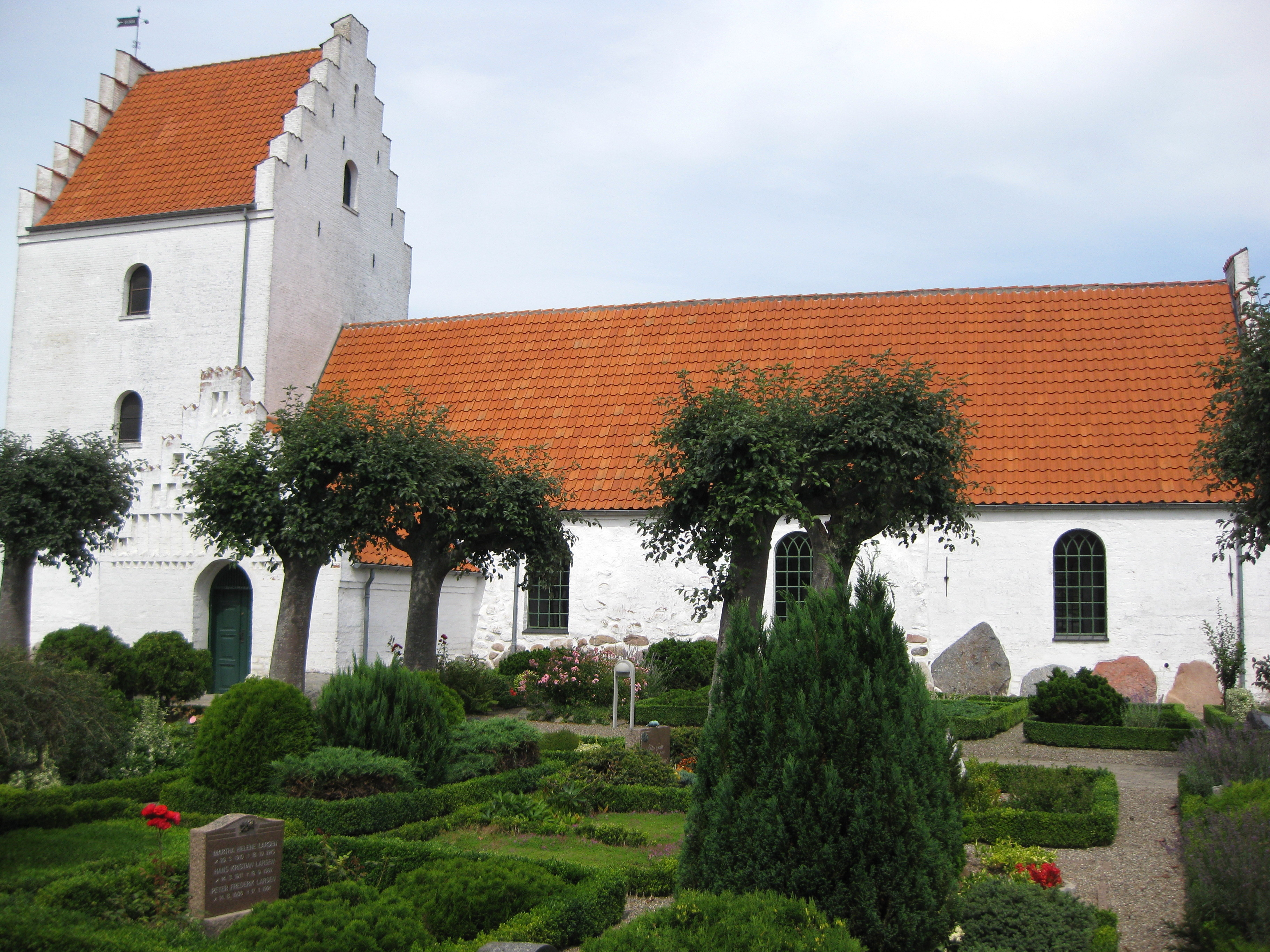
Bogø Kirke

Im Kirchspiel leben 1177 Einwohner, davon 921 im Kirchdorf Bogø By (Stand: 1. Januar 2023).
Im Kirchspiel liegt die Kirche „Bogø Kirke“.
Die Inseln sind seit 1979 durch einen Damm miteinander verbunden. Die westlich gelegene Insel Farø ist durch die Farøbroerne (dt.: Farøbrücken) nach Norden mit Vordingborg Sogn auf der Insel Sjælland und nach Süden mit Gundslev Sogn auf der Insel Falster in der benachbarten Guldborgsund Kommune verbunden. Die östlich gelegene Insel Bogø ist seit 1943 durch einen weiteren Damm mit dem Fanefjord Sogn auf der Insel Møn verbunden.